# Autostrada A36 (Portugalia)
Autostrada A36, CRIL (port. Autoestrada A36, Circular Regional Interior de Lisboa) – autostrada znajdująca się na terytorium Portugalii, stanowiąca autostradowy pierścień wokół stolicy kraju, Lizbony. Przejazd autostradą jest bezpłatny. Koncesjonariuszem zarządzającym autostradą jest Estradas de Portugal.

## Ważniejsze miejscowości leżące przy A36
- Lizbona